# User Agent Profile
User Agent Profile (UAprof) ist eine im Rahmen der WAP-2.0-Spezifikation durch das WAP-Forum definierte (und von der Open Mobile Alliance (OMA) weiterentwickelte) Beschreibung der Gerätefähigkeiten, speziell für Mobiltelefone.

## Entstehung
Auslöser war die immer steigende Anzahl unterstützter Formate und Dienste der Mobilgeräte, womit das "Accept"-Feld im HTTP-Header immer größer und größer wurde. Dank UAprof muss ein Mobiltelefon im HTTP-Header nur noch einen URL mitschicken, und ein interessierter Server kann dort eine XML-Datei anfordern, in der alle Fähigkeiten des Gerätes, bzw. einzelner Clients (Enabler) beschrieben sind. Das Accept-Feld kann somit auf ein Minimum reduziert werden.

## Aufbau
Eine genaue Beschreibung findet man im Anhang A der Spezifikation ab Seite 53. Hier folgt lediglich eine grobe Beschreibung, um einen groben Überblick zu bekommen.
Bei einer UAProf-Datei handelt es sich um eine XML-Datei, die nach dem CC/PP Schema (eine vokabulare Erweiterung des RDF zum Beschreiben von Fähigkeiten eines User-Agents) aufgebaut ist. Wie bei XML üblich, beginnt auch eine UAProf Datei mit dem Link auf das Schema, das benutzt wird:
```
<?xml version="1.0"?>

<rdf:RDF
 
xmlns:rdf=
"http://www.w3.org/1999/02/22-rdf-syntax-ns#"

xmlns:prf=
"http://www.openmobilealliance.org/tech/profiles/UAPROF/ccppschema-20021212#"

xmlns:mms=
"http://www.openmobilealliance.org/tech/profiles/MMS/ccppschema-20050301-MMS1.2#"

xmlns:pss6=
"http://www.3gpp.org/profiles/PSS/ccppschema-PSS6#"
>

```

Später entstandene Schemata wie MMS und PSS6 werden angehängt.
Dann folgen die einzelnen Komponenten: HardwarePlatform, SoftwarePlatform, NetworkCharacteristics, BrowserUA, WapCharacteristics, PushCharacteristics, MmsCharacteristics, PssCommon, Streaming, ThreeGPFileFormat, PssMile usw. Der Aufbau ist immer gleich:
```
<?xml version="1.0"?>

<prf:component>

  
<rdf:Description
 
rdf:ID=
"NameDerKomponente"
>

    
<rdf:type
 
rdf:resource=
"http://www.standardisierungsgremium.org/link/auf/das/ccppschema-20001112#NameDerKomponente"
 
/>

    
<prf:UnterstützteOptionen>

      
<rdf:Bag>

        
<rdf:li>
Option1
</rdf:li>

        
<rdf:li>
Option2
</rdf:li>

      
</rdf:Bag>

    
</prf:UnterstützteOptionen>

    
<prf:IrgendeinWert>
a
</prf:IrgendeinWert>

    
<prf:Version>
2.0
</prf:Version>

    
<prf:NochEinWert>
65536
</prf:NochEinWert>

    
<prf:NochEineListe>

      
<rdf:Bag>

        
<rdf:li>
Wert1
</rdf:li>

        
<rdf:li>
Wert2
</rdf:li>

        
<rdf:li>
Wert3
</rdf:li>

      
</rdf:Bag>

    
</prf:NochEineListe>

  
</rdf:Description>

</prf:component>

```

## Beispiel
(Nokia N73)
Der HTTP-Header (Auszug):
```
Accept: text/javascript, text/ecmascript, application/x-javascript, text/html, application/vnd.wap.xhtml+xml, application/xhtml+xml, text/css, multipart/mixed, text/vnd.wap.wml,
application/vnd.wap.wmlc, application/vnd.wap.wmlscriptc, application/java-archive, application/java, application/x-java-archive, text/vnd.sun.j2me.app-descriptor,
application/vnd.oma.drm.message, application/vnd.oma.drm.content, application/vnd.wap.mms-message, application/vnd.wap.sic, text/x-co-desc, application/vnd.oma.dd+xml,
* /*,text/x-hdml,image/mng,image/x-mng,video/mng,video/x-mng,image/bmp,text/html,text/vnd.wap.wmlscript,text/vnd.wap.wml
Accept-Charset: iso-8859-1, utf-8, iso-10646-ucs-2; q=0.6,*
Accept-Encoding: deflate, gzip
Accept-Language: de;q=1.0, en;q=0.5, fr;q=0.5, tr;q=0.5, it;q=0.5, nl;q=0.5
Host: de.wikipedia.org/wiki/UAprof
User-Agent: NokiaN73-1/2.0626.0.0.2 S60/3.0 Profile/MIDP-2.0 Configuration/CLDC-1.1 UP.Link/6.3.0.0.0
X-Wap-Profile: "http://nds.nokia.com/uaprof/NN73-1r100.xml"

```

Übrigens: UAProf darf nicht mit dem User-Agent (vorletzte Zeile) verwechselt werden (was viele tun). User-Agent sagt lediglich aus, um welches Gerät es sich handelt, nicht aber was es kann.
```
<?xml version="1.0"?>

<!--                                                       -->

<!--    Dies ist eine Beispieldatei für die Wikipedia      -->

<!--       Ein Gerät dieser Art existiert nicht.           -->

<!--                                                       -->

<rdf:RDF
 
xmlns:rdf=
"http://www.w3.org/1999/02/22-rdf-syntax-ns#"

xmlns:prf=
"http://www.openmobilealliance.org/tech/profiles/UAPROF/ccppschema-20021212#"

xmlns:mms=
"http://www.openmobilealliance.org/tech/profiles/MMS/ccppschema-20050301-MMS1.2#"
>

   
<rdf:Description
 
rdf:ID=
"Profile"
>

      
<prf:component>

         
<rdf:Description
 
rdf:ID=
"HardwarePlatform"
>

            
<rdf:type
 
rdf:resource=
"http://www.openmobilealliance.org/tech/profiles/UAPROF/ccppschema-20021212#HardwarePlatform"
/>

            
<prf:BluetoothProfile>

               
<rdf:Bag>

                  
<rdf:li>
Headset
 
Profile
</rdf:li>

                  
<rdf:li>
Handsfree
 
Profile
</rdf:li>

                  
<rdf:li>
Object
 
Push
 
Profile
</rdf:li>

               
</rdf:Bag>

            
</prf:BluetoothProfile>

            
<prf:BitsPerPixel>
16
</prf:BitsPerPixel>

            
<prf:ColorCapable>
Yes
</prf:ColorCapable>

            
<prf:CPU>
Wacek
</prf:CPU>

            
<prf:ImageCapable>
Yes
</prf:ImageCapable>

            
<prf:InputCharSet>

               
<rdf:Bag>

                  
<rdf:li>
ISO-8859-1
</rdf:li>

                  
<rdf:li>
UTF-8
</rdf:li>

               
</rdf:Bag>

            
</prf:InputCharSet>

            
<prf:Keyboard>
PhoneKeyPad
</prf:Keyboard>

            
<prf:Model>
WikiPhone-1
</prf:Model>

            
<prf:NumberOfSoftKeys>
2
</prf:NumberOfSoftKeys>

            
<prf:OutputCharSet>

               
<rdf:Bag>

                  
<rdf:li>
ISO-8859-1
</rdf:li>

                  
<rdf:li>
UTF-8
</rdf:li>

               
</rdf:Bag>

            
</prf:OutputCharSet>

            
<prf:PixelAspectRatio>
1x1
</prf:PixelAspectRatio>

            
<prf:PointingResolution>
Pixel
</prf:PointingResolution>

            
<prf:ScreenSize>
640x480
</prf:ScreenSize>

            
<prf:ScreenSizeChar>
80x24
</prf:ScreenSizeChar>

            
<prf:StandardFontProportional>
Yes
</prf:StandardFontProportional>

            
<prf:SoundOutputCapable>
Yes
</prf:SoundOutputCapable>

            
<prf:TextInputCapable>
Yes
</prf:TextInputCapable>

            
<prf:Vendor>
Fantasy
</prf:Vendor>

            
<prf:VoiceInputCapable>
Yes
</prf:VoiceInputCapable>

         
</rdf:Description>

      
</prf:component>

      
<prf:component>

         
<rdf:Description
 
rdf:ID=
"SoftwarePlatform"
>

            
<rdf:type
 
rdf:resource=
"http://www.openmobilealliance.org/tech/profiles/UAPROF/ccppschema-20021212#SoftwarePlatform"
/>

            
<prf:AcceptDownloadableSoftware>
Yes
</prf:AcceptDownloadableSoftware>

            
<prf:CcppAccept>

               
<rdf:Bag>

                  
<rdf:li>
application/java
</rdf:li>

                  
<rdf:li>
application/vnd.wap.mms-message
</rdf:li>

                  
<rdf:li>
application/vnd.wap.wbxml
</rdf:li>

                  
<rdf:li>
application/vnd.wap.wmlc
</rdf:li>

                  
<rdf:li>
application/vnd.wap.wmlscriptc
</rdf:li>

                  
<rdf:li>
application/vnd.wap.xhtml+xml
</rdf:li>

                  
<rdf:li>
application/xhtml+xml
</rdf:li>

                  
<rdf:li>
audio/midi
</rdf:li>

                  
<rdf:li>
image/gif
</rdf:li>

                  
<rdf:li>
image/jpeg
</rdf:li>

                  
<rdf:li>
image/jpg
</rdf:li>

                  
<rdf:li>
image/vnd.wap.wbmp
</rdf:li>

                  
<rdf:li>
multipart/mixed
</rdf:li>

               
</rdf:Bag>

            
</prf:CcppAccept>

            
<prf:CcppAccept-Charset>

               
<rdf:Bag>

                  
<rdf:li>
ISO-8859-1
</rdf:li>

                  
<rdf:li>
UTF-8
</rdf:li>

               
</rdf:Bag>

            
</prf:CcppAccept-Charset>

            
<prf:CcppAccept-Encoding>

               
<rdf:Bag>

                  
<rdf:li>
base64
</rdf:li>

                  
<rdf:li>
quoted-printable
</rdf:li>

               
</rdf:Bag>

            
</prf:CcppAccept-Encoding>

         
</rdf:Description>

      
</prf:component>

      
<prf:component>

         
<rdf:Description
 
rdf:ID=
"NetworkCharacteristics"
>

            
<rdf:type
 
rdf:resource=
"http://www.openmobilealliance.org/tech/profiles/UAPROF/ccppschema-20021212#NetworkCharacteristics"
/>

            
<prf:SupportedBluetoothVersion>
1.2
</prf:SupportedBluetoothVersion>

            
<prf:CurrentBearerService>
TwoWayPacket
</prf:CurrentBearerService>

            
<prf:SecuritySupport>

               
<rdf:Bag>

                  
<rdf:li>
SSL
</rdf:li>

                  
<rdf:li>
TLS
</rdf:li>

               
</rdf:Bag>

            
</prf:SecuritySupport>

            
<prf:SupportedBearers>

               
<rdf:Bag>

                  
<rdf:li>
GPRS
</rdf:li>

               
</rdf:Bag>

            
</prf:SupportedBearers>

         
</rdf:Description>

      
</prf:component>

      
<prf:component>

         
<rdf:Description
 
rdf:ID=
"BrowserUA"
>

            
<rdf:type
 
rdf:resource=
"http://www.openmobilealliance.org/tech/profiles/UAPROF/ccppschema-20021212#BrowserUA"
/>

            
<prf:BrowserName>
WikiBrowser
</prf:BrowserName>

            
<prf:BrowserVersion>
1.0
</prf:BrowserVersion>

            
<prf:FramesCapable>
Yes
</prf:FramesCapable>

            
<prf:HtmlVersion>
4.1
</prf:HtmlVersion>

            
<prf:TablesCapable>
Yes
</prf:TablesCapable>

            
<prf:XhtmlVersion>
2.0
</prf:XhtmlVersion>

            
<prf:XhtmlModules>

               
<rdf:Bag>

                  
<rdf:li>
XHTML1-struct
</rdf:li>

                  
<rdf:li>
xhtml-basic10
</rdf:li>

               
</rdf:Bag>

            
</prf:XhtmlModules>

         
</rdf:Description>

      
</prf:component>

      
<prf:component>

         
<rdf:Description
 
rdf:ID=
"WapCharacteristics"
>

            
<rdf:type
 
rdf:resource=
"http://www.openmobilealliance.org/tech/profiles/UAPROF/ccppschema-20021212#WapCharacteristics"
/>

            
<prf:WapDeviceClass>
C
</prf:WapDeviceClass>

            
<prf:WapVersion>
2.0
</prf:WapVersion>

            
<prf:WmlDeckSize>
65535
</prf:WmlDeckSize>

            
<prf:WmlScriptLibraries>

               
<rdf:Bag>

                  
<rdf:li>
Lang
</rdf:li>

                  
<rdf:li>
Float
</rdf:li>

                  
<rdf:li>
String
</rdf:li>

                  
<rdf:li>
URL
</rdf:li>

                  
<rdf:li>
WMLBrowser
</rdf:li>

                  
<rdf:li>
Dialogs
</rdf:li>

               
</rdf:Bag>

            
</prf:WmlScriptLibraries>

            
<prf:WmlScriptVersion>

               
<rdf:Bag>

                  
<rdf:li>
1.2
</rdf:li>

               
</rdf:Bag>

            
</prf:WmlScriptVersion>

            
<prf:WmlVersion>

               
<rdf:Bag>

                  
<rdf:li>
1.3
</rdf:li>

               
</rdf:Bag>

            
</prf:WmlVersion>

            
<prf:WtaiLibraries>

               
<rdf:Bag>

                  
<rdf:li>
WTA.Public.makeCall
</rdf:li>

                  
<rdf:li>
WTA.Public.sendDTMF
</rdf:li>

                  
<rdf:li>
WTA.Public.addPBEntry
</rdf:li>

               
</rdf:Bag>

            
</prf:WtaiLibraries>

            
<prf:WtaVersion>
1.1
</prf:WtaVersion>

            
<prf:DrmClass>

               
<rdf:Bag>

                  
<rdf:li>
ForwardLock
</rdf:li>

               
</rdf:Bag>

            
</prf:DrmClass>

            
<prf:OmaDownload>
Yes
</prf:OmaDownload>

         
</rdf:Description>

      
</prf:component>

      
<prf:component>

         
<rdf:Description
 
rdf:ID=
"PushCharacteristics"
>

            
<rdf:type
 
rdf:resource=
"http://www.openmobilealliance.org/tech/profiles/UAPROF/ccppschema-20021212#PushCharacteristics"
/>

            
<prf:Push-Accept>

               
<rdf:Bag>

                  
<rdf:li>
application/vnd.wap.wmlc
</rdf:li>

                  
<rdf:li>
application/vnd.wap.xhtml+xml
</rdf:li>

                  
<rdf:li>
multipart/mixed
</rdf:li>

                  
<rdf:li>
text/html
</rdf:li>

                  
<rdf:li>
text/plain
</rdf:li>

                  
<rdf:li>
text/vnd.wap.si
</rdf:li>

                  
<rdf:li>
text/vnd.wap.sl
</rdf:li>

                  
<rdf:li>
text/vnd.wap.wml
</rdf:li>

               
</rdf:Bag>

            
</prf:Push-Accept>

            
<prf:Push-Accept-Charset>

               
<rdf:Bag>

                  
<rdf:li>
ISO-8859-1
</rdf:li>

                  
<rdf:li>
UTF-8
</rdf:li>

               
</rdf:Bag>

            
</prf:Push-Accept-Charset>

            
<prf:Push-Accept-Encoding>

               
<rdf:Bag>

                  
<rdf:li>
base64
</rdf:li>

                  
<rdf:li>
quoted-printable
</rdf:li>

               
</rdf:Bag>

            
</prf:Push-Accept-Encoding>

            
<prf:Push-Accept-Language>

               
<rdf:Seq>

                  
<rdf:li>
de-DE
</rdf:li>

               
</rdf:Seq>

            
</prf:Push-Accept-Language>

            
<prf:Push-Accept-AppID>

               
<rdf:Bag>

                  
<rdf:li>
x-wap-application:wml.ua
</rdf:li>

                  
<rdf:li>
*
</rdf:li>

               
</rdf:Bag>

            
</prf:Push-Accept-AppID>

            
<prf:Push-MsgSize>
30000
</prf:Push-MsgSize>

            
<prf:Push-MaxPushReq>
5
</prf:Push-MaxPushReq>

         
</rdf:Description>

      
</prf:component>

      
<prf:component>

         
<rdf:Description
 
rdf:ID=
"MmsCharacteristics"
>

            
<rdf:type
 
rdf:resource=
"http://www.openmobilealliance.org/tech/profiles/MMS/ccppschema-20050301-MMS1.2#MmsCharacteristics"
/>

            
<mms:MmsMaxMessageSize>
102400
</mms:MmsMaxMessageSize>

            
<mms:MmsMaxImageResolution>
640x480
</mms:MmsMaxImageResolution>

            
<mms:MmsCcppAccept>

               
<rdf:Bag>

                  
<rdf:li>
application/java-archive
</rdf:li>

                  
<rdf:li>
application/sdp
</rdf:li>

                  
<rdf:li>
application/smil
</rdf:li>

                  
<rdf:li>
audio/mid
</rdf:li>

                  
<rdf:li>
audio/midi
</rdf:li>

                  
<rdf:li>
image/gif
</rdf:li>

                  
<rdf:li>
image/jpeg
</rdf:li>

                  
<rdf:li>
image/jpg
</rdf:li>

                  
<rdf:li>
image/vnd.wap.wbmp
</rdf:li>

                  
<rdf:li>
text/plain
</rdf:li>

                  
<rdf:li>
text/vnd.sun.j2me.app-descriptor
</rdf:li>

                  
<rdf:li>
text/vnd.wap.wml
</rdf:li>

               
</rdf:Bag>

            
</mms:MmsCcppAccept>

            
<mms:MmsCcppAcceptCharSet>

               
<rdf:Bag>

                  
<rdf:li>
ISO-8859-1
</rdf:li>

                  
<rdf:li>
UTF-8
</rdf:li>

               
</rdf:Bag>

            
</mms:MmsCcppAcceptCharSet>

            
<mms:MmsCcppAcceptLanguage>

               
<rdf:Bag>

                  
<rdf:li>
de-DE
</rdf:li>

               
</rdf:Bag>

            
</mms:MmsCcppAcceptLanguage>

            
<mms:MmsCcppAcceptEncoding>

               
<rdf:Bag>

                  
<rdf:li>
base64
</rdf:li>

                  
<rdf:li>
quoted-printable
</rdf:li>

               
</rdf:Bag>

            
</mms:MmsCcppAcceptEncoding>

            
<mms:MmsVersion>

               
<rdf:Bag>

                  
<rdf:li>
1.0
</rdf:li>

               
</rdf:Bag>

            
</mms:MmsVersion>

         
</rdf:Description>

      
</prf:component>

   
</rdf:Description>

</rdf:RDF>

```

Die Sektion "HardwarePlatform" beschreibt u. a. die Display-Auflösung, unterstützte Bluetooth-Profile, unterstützte Zeichen-Kodierungen u.v.m. Im Bereich "SoftwarePlatform" werden dann u. a. alle vom Gerät unterstützten MIME-Types aufgelistet. Für die einzelnen Clients wie Browser, MMS-Client, Streaming-Client oder Dienste wie WAP-Push oder DRM gibt es eigene Sektion.